# 麥城之戰
麥城之戰是一場發生於東漢末年最後一場戰爭，也是三国时期的一场战争。219年（漢獻帝建安二十四年）冬，孫權趁著刘备势力（蜀汉的前身）對曹軍發動樊城之戰時突襲荊州，隨後於此役擒斩刘备大将關羽父子，孫劉關係破裂，最後發生夷陵之戰。

## 背景
汉末建安二十四年（219年）秋七月，坐镇荆州的刘备大将关羽主动北伐，目标是曹魏的樊城及其守将曹仁。为了救援曹仁，于禁率領七軍（每一萬二千五百士兵稱作一軍）援救襄樊。八月連綿大雨，漢水暴漲，水高五至六丈，于禁所率領的七軍全為漢水所淹。关羽军因备有舟楫而未遭损失并趁机大举进攻溃散的曹军，于禁被擒投降、庞德死战被擒拒绝投降被杀。樊城被围成为孤城，关羽以此战威震华夏。
原本孫劉兩家是聯合狀態但孫權由于忌惮关羽势力的坐大和意图重新统一荆州，孙权与曹操联手订立秘密同盟。關羽在樊城前线期间，東吳的荆州都督吕蒙突襲公安、江陵。吕蒙优待荆州百姓，下令军队不可擅取百姓东西，并发放荆州内的储备军粮供给当地百姓，得到民众赞许。吕蒙和关羽曾结拜好友，因而关羽遣使通讯。使者在江陵城等地受到当地百姓所托返回关羽军中传达家讯，关羽军将士多本地人因得知吴军优待家属而丧失战意、军心涣散。

## 徐晃战胜
曹操见于禁败退，再派徐晃前往支援，并命令张辽、曹植等作为第三梯队的后备力量准备投入樊城前线。由于于禁率领的常备军的溃败，徐晃率领的士卒多是新兵。而对方荆州关羽军则是有经验的士兵。
徐晃军主力推进到阳陵坡后便就地驻扎，排除众议、不与关羽军争锋，等待后续的徐商、吕建军到达。关羽闻知后，立刻派兵增援偃城，试图阻止徐晃支援樊城。但徐晃未发动正面进攻，反而假意截断偃城往关羽军本部的归路，困死城中的队伍。关羽军果然中计，还未及徐晃攻打便不战自败，自烧营垒撤走了。因此，徐晃得以占据偃城，使偃城、阳陵坡两面营寨得以连成一片。
在全部军队到齐后，徐晃军开始主动进攻。而关羽在前线的围头、四冢皆有大量的屯军。徐晃考虑的两面进攻压力太大，于是扬言攻打围头，但暗中对四冢用兵。关羽果然中计，命令五千精兵迅速支援围头，而忽略了四冢的防御。四冢被围后，关羽才又亲率援军赶往四冢，遭击败。
关羽军因失利转为守势，为了阻拦徐晃军的攻势，设下十重围堑、鹿角增强防御。徐晃此时趁战胜士气高昂，率军长驱直入，突破全部十重防御，徐晃在阵上追击关羽，一直到攻陷关羽军本部并将其击败
。早先投降关羽的荆州刺史胡脩、南乡太守傅方被阵斩，关羽军精兵溃散、很多投沔水而死。时为闰十月初九（12月3日），关羽见大势已去，遂撤出了樊城的包围圈，退守在沔水附近。沔水仍然隔绝不通，襄阳之围仍在。
曹操闻关羽走，恐诸将追之，疾敕曹仁坐视孙刘相斗，不得出击追击关羽。之前曹操答应为孙权袭击荆州保密，但并不希望孙权顺利得手，为了振作守军士气和动摇关羽军心，仍然采纳董昭建议故意向襄樊守军和关羽泄露消息，但料定关羽不会撤退（如果撤退则襄樊解围，仍合曹操之意）。关羽果然因为觉得江陵、公安守御坚固、樊城早晚可以攻克而没有撤军。随后孙权袭击關羽辎重。关羽得知荊州後方已失，料想江陵城坚固，以手上兵力难以攻克，只得退守麥城。十一月，陸遜率李异、谢旌等三千人攻陷秭歸、枝江、夷道，守長江西陵峽口。宜都郡守樊友逃跑，房陵太守邓辅、南乡太守郭睦、将领詹晏、陈凤、秭归大姓文布、邓凯皆被陆逊大败，陈凤被俘后投降，文布被陆逊招降，关羽从三峡逃入益州的道路断绝。

## 退守麥城
關羽帳下士兵皆逃亡，到達麥城時，手下只剩數百人。但有研究推算，關羽败退至麦城时，军队应当还有2万左右。孫權派使者勸降關羽，關羽假裝答應，城上放滿假人，以瞞騙吳軍方便突圍。孫權早已派朱然、潘璋斷其後路，關羽突圍后，于路上军队溃散。根据《三国志·吴书·吴主传》记载：“兵皆解散，尚十余骑。”關羽在夾石被吳軍馬忠部的絆馬索所重傷，最後在章鄕被馬忠部下所擒。

## 斬首臨沮
孫權想收降關羽，關羽不肯投降，孫權左右勸告說：「現在不殺他，必定留有後患」，孫權即下令將關羽、關平斬首於臨沮。
裴松之注則認為，按吳書孫權遣將潘璋逆斷羽退路，羽至即斬，而且臨沮去江陵二三百里，不可能不即時殺關羽，焉有時間議其生死。
關羽麾下的廖化一度投降東吳，但不久後散布自己死去的消息而藉此偷偷逃離东吴、回歸蜀漢。
零陵北部都尉裨将军习珍诈降孙权后得以留守，又私下结连武陵从事樊伷想寻机起兵，事泄后占据七个县自称邵陵太守，仍然效忠刘备，后在潘濬讨伐下，樊伷败亡，习珍率数百人登山坚守，一月有余后粮食和箭都用完了，遂自杀殉国。

## 參戰人物
|  | - 東吳 - 呂蒙 - 陸遜 - 朱然 - 潘璋 - 馬忠 | - 蜀漢 - 關羽（處斬） - 關平（處斬） - 趙累 - 廖化（投降后逃归） |

## 關羽死後荊州部屬動向
|  | - 關羽（前將軍，斬首） - 關平（斬首） - 趙累（都督，被吳將馬忠俘虜，處置不明） - 廖化（投降後逃歸） - 士仁（公安守將，投降） - 麋芳（江陵守將，投降） - 潘濬（治中從事，投降） - 樊伷（部從事，不降而起亂，斬首） - 樊友（宜都郡守，逃走） - 詹晏（战败） - 陈凤（投降） - 习珍（零陵北部都尉、裨将军，诈降后起兵，自称邵陵太守，仍然效忠刘备，败亡） - 习宏（被俘） |

## 相關戰役
- 樊城之戰
- 夷陵之戰